# Franz Xaver von Hlubek

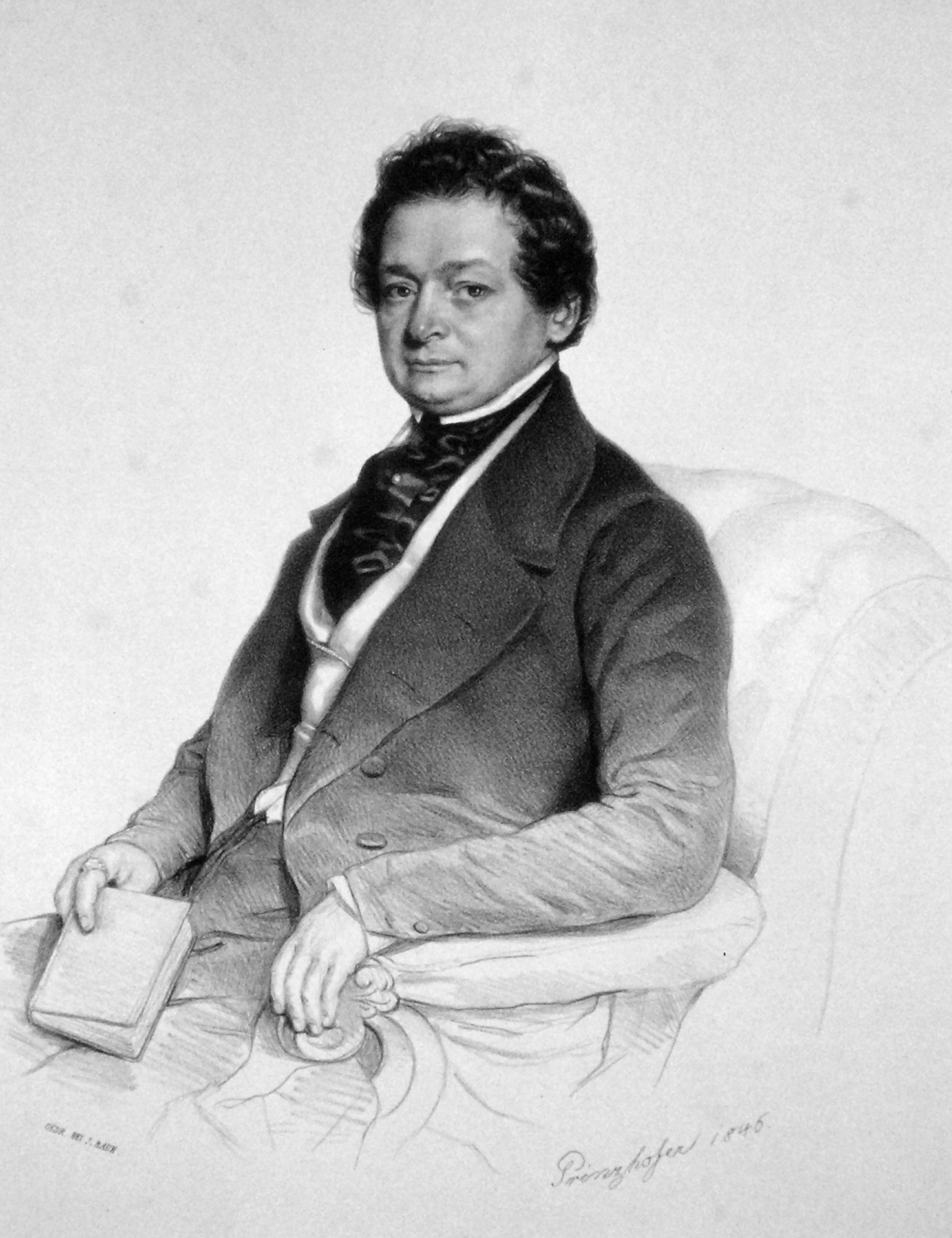
Franz Xaver Hlubek, Lithographie von August Prinzhofer, 1846

Franz Xaver Wilhelm Ritter von Hlubek (* 11. September 1802 in Gobitschau bei Sternberg, Mähren; † 10. Februar 1880 in Graz) war ein österreichischer Agronom und landwirtschaftlicher Schriftsteller.

## Leben
Franz Xaver Hlubek besuchte zunächst das Gymnasium von Troppau. Anschließend studierte er von 1822 bis 1824 in Brünn Philosophie und später studierte er an der Universität Wien Jurisprudenz, Mathematik bei Andreas von Ettingshausen, Physik bei Andreas von Baumgartner, Chemie und Landwirtschaft. Hlubek wurde 1830 Professor der Land- und Forstwirtschaft in Wien, 1832 in Lemberg, 1834 in Laibach und 1840 am Joanneum in Graz (heute Technische Universität Graz) ernannt, wo er auch Referent des Zentralausschusses der Steiermärkischen Landwirtschaftsgesellschaft und Administrator des Versuchshofs und des Musterweingartens wurde. 1843 gründete er einen Seidenbauverein für Steiermark.
1847 erhielt er den dänischen Dannebrogorden. Vom 18. Mai bis 3. August 1848 war er Mitglied der Frankfurter Nationalversammlung. Obwohl fraktionslos, stimmte er mit dem Rechten Zentrum. Sein Nachfolger war Franz Seraphim Archer. 1859 erhielt er dem Titel eines kaiserlichen Raths. Von 1861 bis 1867 war er Mitglied im Steinermarkischen Landtag. Er trat 1867 in den Ruhestand. Am 11. August 1868 wurde er zum Ritter geadelt und 1870 erhielt er den Orden der Eisernen Krone. Er verstarb am 10. Februar 1880 an „Gehirnlähmung“ in Graz. Er hinterließ eine Frau und fünf Kinder,
Hlubek zählt zu den „Vorläufern der landwirtschaftlichen Naturforschung und zu den letzten Verteidigern […] der Humustheorie.“ Justus Liebig gilt als Urheber der Mineraltheorie und führte den Streit mit den Anhängern der Humustheorie zum Teil in polemischer Art und Weise. Im Zentrum des Streites war der Kohlenstoff- und Stickstoffhaushalt der Böden. Praktiker nahmen überwiegend für die „Stickstöffler“ Partei, während die agrikulturchemische Forschung noch in den Kinderschuhen steckte. Obwohl sich Justus Liebig durchsetzte wurde auch Hlubek durch das spätere Einlenken Liebigs nachträglich gerechtfertigt. 1868 beschäftigte sich Karl Marx mit dem ersten Band von Hlubeks „Die Landwirthschaftslehre in ihrem ganzen Umfange nach den Erfahrungen und Erkenntnissen der letztverflossenen 100 Jahre“ (1853) und fertigte ausführliche Exzeperte daraus an.

## Schriften

Dr. F. X. Hlubek: Beleuchtung der organischen Chemie des Herrn Dr. Justus Liebig. Grätz, 1842 (Umschlagtitel)

- Die Runkelrübe. Ihr Anbau und die Gewinnung des Zuckers aus derselben. I.A. Edlen von Kleinmayr, Laibach 1838 (Österreichische Nationalbibliothek online).
- Resultate der Wirksamkeit der k. k. Landwirthschafts-Gesellschaft in Steiermark vom Jahre 1829–1839. Im Auftr. Sr. kaiserl. Hoheit, des durchl. Herrn Präsidenten Erzherzogs Johann Baptist, zur Feier des zweiten Decennium-Festes dieser Gesellschaft am 16. und 17. Sept. 1840. Graz 1840 (Digitalisat).
- Die Ernährung der Pflanzen und die Statik des Landbaues, eine von der dritten Versammlung deutscher Land- und Forstwirthe zu Potsdam 1839 gekrönte Preisschrift. Calve'sche Buchhandlung, Prag 1841 (Österreichische Nationalbibliothek online).
- Nekrolog [auf Johann Carl Nestler]. In: Morovia. Ein Blatt zur Unterhaltung, zur Kunde des Vaterlandes, des gesellschaftlichen und industriellen Fortschritts. 4. Jg. 1841. Nr. 93 vom 22. November 1841 und Nr. 94 vom 25. November 1841 (Digitalisat).
- Bericht über die Excursion der Mitglieder der vierten Versammlung deutscher Land- und Forstswirthe zu Brünn auf die, Sr. kaiserlichen Hoheit, dem durchlauchtigsten Erzherzog Carl, gehörige Herrschaft Selowitz, nebst einer Parallele zwischen den Levigations- und Pressverfahren. Grätz 1841 (Digitalisat).
- Der Verkehr zwischen Triest und der Monarchie und die Wien-Triester-Eisenbahn. Mit einer Zeichnung, welche die Richtung der projectirten Bahn darstellt. Carl Gerold, Wien 1841 (Österreichische Nationalbibliothek online).
- Beitrag zur Naturgeschichte und der Verwendung des philippinischen Maulbeerbaumes (Morus multicaulis). In: Amts-Bericht des Vorstandes über die vierte, zu Brünn vom 20. bis 28. September 1840 abgehaltene Versammlung der deutschen Land- und Forstwirthe. Hrsg. von Johann Karl Nestler. Olmütz 1841, S. 522–528 (Digitalisat).
- Versuch einer neuen Charakteristik und Classifikation der Rebsorten, mit besonderer Rücksicht auf die im Herzogthume vorkommenden. Andreas Leykam's Erben, Gräz, 1841 (Digitalisat).
- Beleuchtung der organischen Chemie des Herrn Dr. Justus Liebig. Grätz, 1842 (Österreichische Nationalbibliothek online).
- Beantwortung der wichtigsten Fragen des Ackerbaues, als Nachtrag zu meiner Beleuchtung der organischen Chemie des Herrn Dr. Justus Liebig. Damian und Sorge, Graez 1842 (MDZ Reader).
- Untersuchungen und Betrachtungen über den Weinbau auf einer 1841 vorgenommenen Reise durch Untersteiermark. Fr. Ferstl'schen Buchhandlung, Grätz, 1843 (MDZ Reader).
- Betrachtungen über die Bewirthschaftung der Hochwälder in ihrer Anwendung auf die Obersteiermark. Ein Vortrag für die XXVI. allgemeine Versammlung der k. k. steiermärkischen Landwirthschafts-Gesellschaft. Leykam, Graz 1844 (Digitalisat).
- Einfluß der Eisenbahnen auf die Landwirtschaft des Herzogthums Steiermark. Gratz 1844.
- Die Landwirthschaft des Herzogthumes Steiermark. Kienreich, Gratz 1846.
- Die Landwirthschaftslehre in ihrem ganzen Umfange nach den Erfahrungen und Erkenntnissen der letztverflossenen 100 Jahre. Mit wiss. Strenge dargest. von F. X. Hlubek. Braumüller & Seidel, Wien 1846 (MDZ Reader Erster Band; MDZ Reader Zweiter Band).

- Die Landwirthschaft des Herzogthums Steiermark. Festgabe für die Mitglieder der X. Versammlung Deutscher Land- und Forstwirthe, nach den Eingaben der Filialen der k. k. Steiermärkischen Landwirtschafts-Gesellschaft. Versammlung Deutscher Land- und Forstwirthe Steiermärkischen Landwirtschafts-Gesellschaft. Graz 1846 (MDZ Reader).
- Oekonomische Neuigkeiten und Verhandlungen. Zeitschrift für alle Zweige der Land- und Hauswirthschaft, des Forst- und Jagdwesens im Oesterreichischen Kaiserthum. Redaktion F. X. Hlubek. Prag 1845–1851 (alle Jahrgänge online).[10]
- Die errungene Freiheit Deutschlands fordert die Freiheit des Bauernstandes: sie fordert die Ablösung sämmtlicher Urbarial-Giebigkeiten, als: Robot, Zehent, Schüttungen, Berg- und Kleinrechte, Laudemien etc. und die Aufhebung der Patrimonial-Gerichtsbarkeit. Wie diese Fesseln des Landbaues gelöst werden sollen, ist die Aufgabe der vorliegenden Schrift. Damian und Sorge, Gratz 1848 (Österreichische Nationalbibliothek online).
- Europa's Staaten, ihre Grundkräfte, Schulden und Civillisten. J.G. Calve'schen Buchhandlung, Prag 1849 (MDZ Reader).
- Unterricht in der Maulbeerbaum- und Seidenzucht für das Landvolk. Kienreich, Gratz 1850 (Digitalisat).
- Wochenblatt der kaiserl. königl. steiermärkischen Landwirthschafts-Gesellschaft. Redaktion von Franz-Xaver Hlubek. Leykams Erben, Graz 1852–1868.
- Bericht über die englische Landwirthschaft und die zu London ausgestellten landwirthschaftlichen Geräthe und Maschinen. Dr. von Leykam's Erben, Gratz 1852 (MDZ Reader).[11]
- Die Betriebslehre der Landwirtschaft. Wien, 1853.
- Die Landwirthschaftslehre in ihrem ganzen Umfange nach den Erfahrungen und Erkenntnissen der letztverflossenen 100 Jahre. 3 Bände. 2. verb. Aufl. L. W. Seidel, Wien 1851–1853 (MDZ Reader Erster Band[12]; Zweiter Band Digitalisat; MDZ Reader Dritter Band).
- Der Führer für Weingartenbesitzer. Ein Auszug aus dem Werke: Guide du proprietaire de vigne. Mit Erl. und Anm. von F. X. Hlubek. Jos. A. Kienriech, Gratz, 1856.
- Die Bewaldung des Karstes. Jos. A. Rienreich, Graz 1857.
- Beitrag zur Kellerwirthschaft. Gratz 1859.
- Ein treues Bild des Herzogthumes Steiermark als Denkmal dankbarer Erinnerung an Weiland Se. kaiserliche Hoheit den durchlauchtigsten Erzherzog Johann herausgegeben von der k. k. steiermärkischen Landwirthschafts-Gesellschaft. J. A. Kienreich, Graz 1860 (MDZ Reader).
- Die Atmosphäre, der Boden und der Landwirth. Jos. A. Rienreich, Graz 1861.
- Die Bewaldung des Karstes. In: Jahrbuch für österreichische Landwirthe. 1861, S. 308–322 (Digitalisat).
- Der Weinbau in Oesterreich. Separat-Abdruck aus dem Wochenblatte der k. k. Steierm. Landwirthschaftsgesellschaft, Jahrgang XIII, Graz 1864. Selbstverlag, Graz 1864 (MDZ Reader).
- Die wichtigsten Lehren der Landwirthschaft, leichtfaßlich dargestellt. Kienreich, Graz 1867.
- Die projektirte Graz-Raaber Eisenbahn. Eigenverlag, Gratz 1869.
- Betrachtungen, Vergleichungen und Erläuterungen über die Conscription in Steiermark 1869, die Völkerstämme in Oesterreich-Ungarn und die Staats-Subventionen zur Hebung der Landescultur. Leykam, Graz 1871.
- Amtlicher Bericht über die Versammlung der Land- u. Forstwirthe bei Gelegenheit der 50-jährigen Jubelfeier der steiermärkischen Landwirthschafts-Gesellschaft im September 1870. Lykamm, Graz 1871.
- Maulbeerbaum und Seidenzucht. Graz 1880.